# Опілля
Опі́лля, Поді́льське горбогір'я — назва західної частини Подільської височини, однієї з найвищих і найбільш розчленованих її частин.

## Географія
Розташоване на південний схід від міста Львова, у межах Львівської, Івано-Франківської і Тернопільської областей. На сході межує з річкою Золотою Липою, на заході — з річкою Верещицею (за іншими джерелами — з річкою Щиркою), на півдні підходить до Дністра, на півночі — до Львівського плато, Гологорів та Перемишлянського низькогір'я.
Переважні висоти 350—400 м. Розчленована річками Щирка, Зубра, Давидівка, Бібрка, Свірж, Гнила Липа, Студений Потік, Нараївка (всі — ліві притоки Дністра). Поширені буково-дубові ліси на сірих лісових ґрунтах. Значні площі розорані, густо заселені.

### Природні райони
Опілля ділиться на природні райони:
- Рогатинське Опілля;
- Придністерське Опілля;
- Ходорівське Опілля;
- Львівське Опілля;
- Бурштинське Опілля;
- Галицьке Опілля.

Однією з частин Опілля є Бережансько-Тернопільська височина.

### Пам'ятки природи
- Скелі у селах Стільсько, Дуброва, Ілів.
- Голицький ботанічний заказник (село Гутисько).
- Раївський ландшафтний парк (село Рай)
- Касова Гора (Галицький національний природний парк)

### Вершини
- Іванова (352 м)
- Лиса (363 м)
- Пастівник (355 м)
- Кобилиця (400 м)
- Висока (400 м)
- Бенівка (368 м)
- Довга (405 м)
- Чорна (402 м)
- Висока Гора (415 м)
- Лисоня (399 м)
- Попелиха (443 м)

### Етнорегіон
Назва Опілля також стосується етногеографічного регіону, який повністю або частково охоплює Золочівський, Львівський та Стрийський райони Львівської області; Івано-Франківський район Івано-Франківської області; Тернопільський та Чортківський райони Тернопільської області.
У широкому значенні назву Опілля (слово слов'янського походження) вживали до низки географічних місць і населених пунктів у Білорусі, Польщі, Росії та Україні, де природно поєднувалися безлісі ділянки орних земель разом із залісненими і трав'янистими площами з сірими лісовими ґрунтами і помірно-континентальними кліматичними умовами.